# Sahara Davenport
Antoine Ashley, plus connu sous le nom de scène Sahara Davenport, est un chanteur, danseur et drag queen américaine, principalement connu pour avoir participé à la deuxième saison de RuPaul's Drag Race.

## RuPaul's Drag Race
En 2010, elle est annoncée comme l'une des participantes de la deuxième saison de RuPaul's Drag Race. Ses talents de danseuse se montrent dès le premier épisode, lors de son lip-sync contre son ancienne camarade d'université, Shangela Laquifa Wadley. Elle gagne le défi de la deuxième semaine, et connaît un temps fort grâce à son interprétation de Whitney Houston dans le défi du Snatch Game. Elle survit à un autre lip-sync avant d'être éliminée lors du sixième épisode, où les critiques la damnaient de trop se présenter comme une « dame » et de ne pas avoir une attitude plus « rock'n'roll ».

## Musique
En 2011, Sahara sort son premier single, Go Off. Un EP de remixes sort ensuite le 31 janvier 2012. La chanson arrive cinquantième puis trente-cinquième dans le classement Hot Dance Club Songs de Billboard. Le clip de cette même chanson contient des caméos d'autres candidates de RuPaul's Drag Race comme Manila Luzon et Jiggly Caliente.

## Vie privée et décès
Avant son décès, Antoine vit à New York avec son petit ami Karl Westerberg, plus connu sous le nom de scène Manila Luzon, candidate de la troisième saison de RuPaul's Drag Race, ainsi que de la première et de la quatrième saison de RuPaul's Drag Race: All Stars. Le 1er octobre 2012, Antoine décède à 27 ans d'un arrêt cardiaque, faisant de lui le premier candidat de RuPaul's Drag Race à perdre la vie. Dans l'émission, Sahara a fait part de son utilisation de drogues stupéfiantes, comme la kétamine, et de comment sa drag mother avait réussi à stopper son addiction.

## Filmographie
| Année | Titre              | Rôle      | Notes                                 |
| ----- | ------------------ | --------- | ------------------------------------- |
| 2010  | RuPaul's Drag Race | Elle-même | Candidate : Saison 2 — Septième place |

## Discographie

### Singles
| Titlre       | Année | Position classement  |
| Titlre       | Année | Hot Dance Club Songs |
| ------------ | ----- | -------------------- |
| Pump with Me | 2010  | -                    |
| Go Off       | 2011  | 35                   |